# Mfanasibili de Essuatíni
Príncipe Mfanasibili da Suazilândia (1938 — 15 de março de 2016) foi o filho do príncipe Makhosikhosi que era irmão do Rei Sobhuza II. Ele era um ministro do gabinete durante o reinado de Sobhuza II e tornou-se um poderoso membro do conselho Liqoqo durante a regência posterior (1983–1986). Ele orquestrou a remoção da rainha Dzeliwe Shongwe como regente e viu que a rainha-mãe Indlovukazi Ntombi la Tfwala a substituiu. Depois que o príncipe Makhosetive se instalou no trono, Mfanasibili foi condenado a sete anos de prisão por "derrotar os fins da justiça" em suas ações durante a regência. Mfanasibili mais tarde recebeu um perdão real.
No início de 2000, ele revelou a toda a nação Swazi o seu lado da história na televisão nacional. Após sua entrevista exclusiva com as pessoas na Suazilândia, alguns opinaram a favor sobre terem removido Dzeliwe, enquanto outros, principalmente aqueles que ainda apoiam a facção do príncipe Gabheni permaneceram céticos. Mfanasibili vivia com sua esposa e filhos em Manzini, Suazilândia, onde também atuava no conselho de cidade, e cumpria as suas funções em nome da família real. Era ainda muito ativo na política suazilandesa e seus artigos foram usados e apresentados semanalmente na revista The Sunday Times.